# 2011年世界陸上競技選手権大会
2011年世界陸上競技選手権大会（2011ねんせかいりくじょうきょうぎせんしゅけんたいかい）は、2011年に行われた、世界陸上競技選手権大会の第13回大会。韓国の大邱広域市の大邱スタジアムをメイン会場として2011年8月27日から9月4日まで開催された。200の国と地域から選手1849名（男子986名・女子863名）、役員1563名、関係者3412名が参加し、47種目（男子24・女子23）の競技が実施された。この大会では男子4×100mリレーの世界記録と3種目の大会記録が誕生した。アジアでの世界陸上の開催は2007年の大阪大会（日本）以来2大会ぶり3回目。開催国の韓国は、どの競技でもメダルを獲得することが出来ずに大会を終えていた。開催国がメダルを獲得出来なかったのは2001 エドモントン大会以来、5大会ぶりで3例目になっていたが、大会後に男子20㎞競歩でロシア人選手3人のドーピングが発覚しメダルがはく奪され、6位の韓国人選手が繰り上がって2019年に銅メダルが授与されたため、開催国でメダルなしではなくなった。

## 大会開催までの経緯

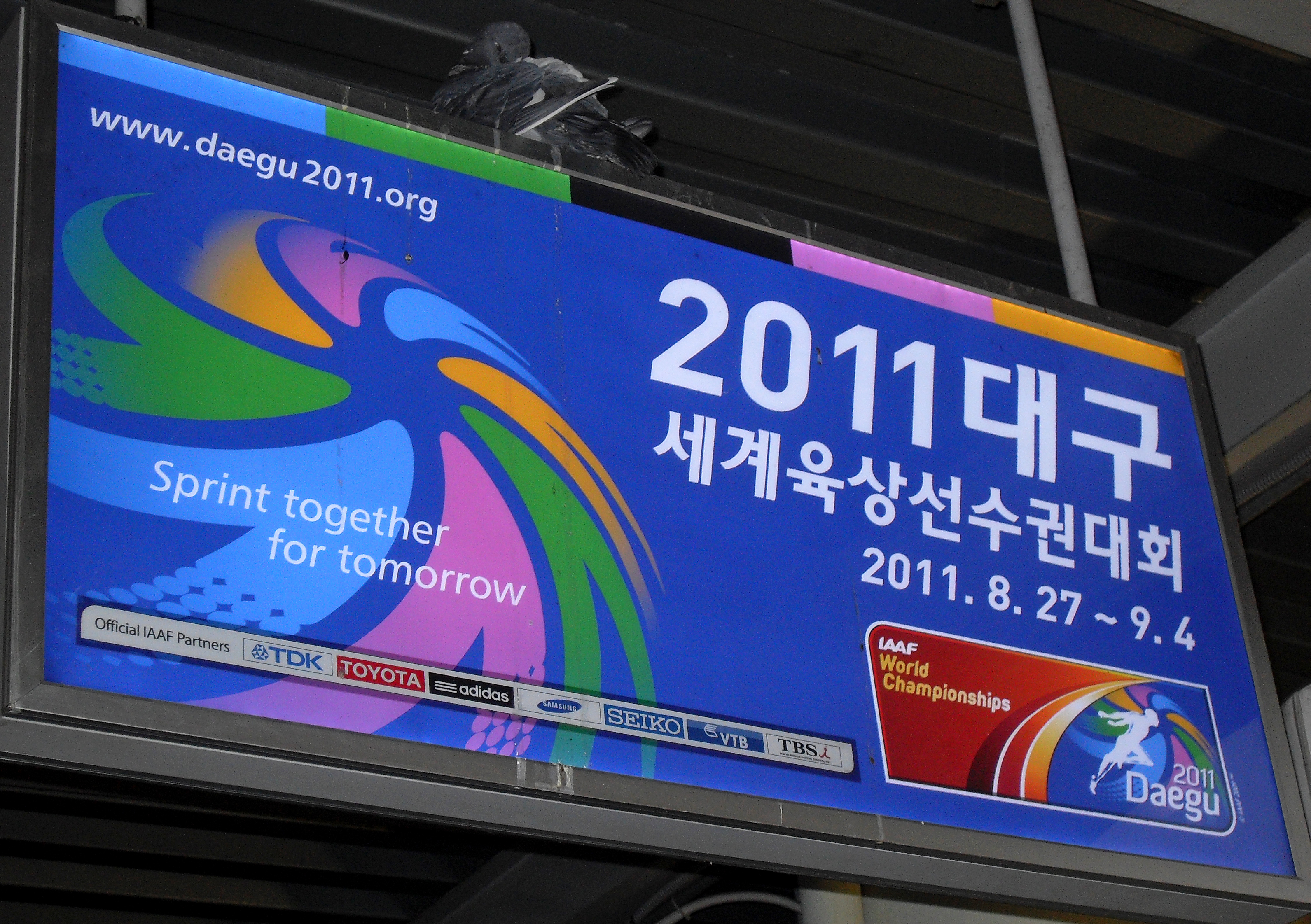
東大邱駅に掲示された大会ポスター

2007年3月にモンバサで開催された国際陸上競技連盟（IAAF）理事会で下記の立候補都市の中から、韓国の大邱での開催が決まった。
- ブリスベン（オーストラリア）
- イェーテボリ（スウェーデン）
- モスクワ（ロシア）
- 大邱広域市（韓国）

## 開催中の出来事

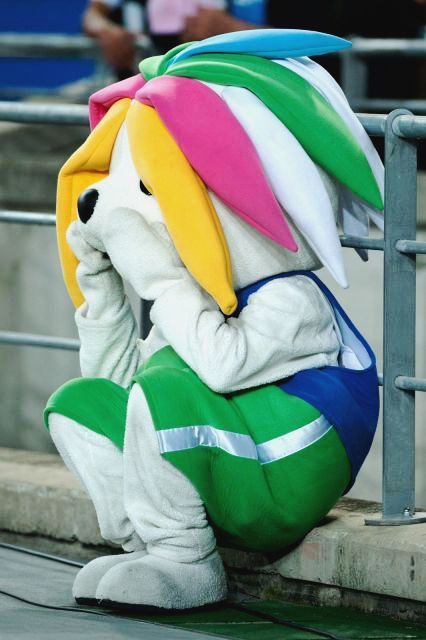
サルビ

8月27日、午前9時から最初の種目女子マラソンが行なわれ第13回世界陸上競技選手権大会は始まった。午後5時30分から開会式が行なわれジャック・ロゲIOC会長が式に出席、国歌斉唱の後に曺海寧大会組織委員長、ラミン・ディアックIAAF会長、韓国の李明博大統領が開会宣言を行い大会は開幕した。大会スローガンはSprint Together for Tomorrow（明日に向かって共に走ろう）。大会マスコットはサルビで（SARBI）、サルビは韓国在来種の犬サプサルケが由来とされる。
大会開幕前の8月24日、大邱市内のホテルで第48回IAAF総会が行なわれ202カ国365名の代表が出席、会長にラミン・ディアックが再選された。ディアックは2001年に就任し、4期目となった。副会長にはロバート・ハーシ、ダラーン・アルハマド、セバスチャン・コー、セルゲイ・ブブカが選出された。いずれも任期は2015年までの4年間。
IAAFは、同年3月の東日本大震災により被害を受けた日本に対して25万ドルの義援金を贈った。8月29日に大邱スタジアムでディアック会長が日本陸上競技連盟の河野洋平会長に小切手を手渡した。義援金は東日本大震災被災地域の陸上競技復興支援に充てられる。大会期間中の9月3日、室伏広治は東日本大震災の被災者支援が評価されて国際フェアプレー委員会から国際フェアプレー賞を受賞した。この賞は、陸上競技では過去にキプチョゲ・ケイノ、セルゲイ・ブブカ、エミール・ザトペックらが受賞、他分野ではネルソン・マンデラ、モナコ大公アルベール2世、ボビー・チャールトンらが受賞している。
9月4日、最後の種目男子4×100mリレーを終えた後に1500名の選手・ボランティアが参加して閉会式が行なわれ、大会旗が次回開催地のモスクワに引き継がれて大会は閉幕した。朝鮮日報によると大会の予算総額は3,460億ウォン、経済効果は5兆5876億ウォン、大会はスタジアムに46万人の観客を集めた。

### 記録

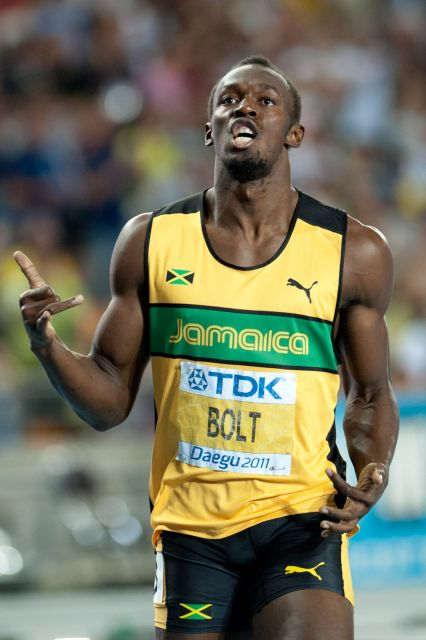
ウサイン・ボルトは、男子100m決勝のフライング失格、男子200m優勝、ジャマイカの男子4×100mリレー世界新記録樹立で注目を集めた。

総合成績はアメリカが金12・銀8・銅8のメダルを獲得しベルリン大会（金10・銀6・銅6）を上回る成績を収めた。金7・銀8・銅3を獲得したケニアがアメリカに続き、前回（4・4・2）を上回る成績を残した。ケニアはヴィヴィアン・チェルイヨットが2種目優勝を飾るなど女子長距離3種目を席巻し、男子1500mのアスベル・キプロプがケニアに同種目初優勝をもたらした。3位のジャマイカも、金4・銀4・銅1の成績を残した。
男子4×100mリレーでジャマイカ（ネスタ・カーター, マイケル・フレイター, ヨハン・ブレーク, ウサイン・ボルト）が37秒04を記録し世界記録と大会記録を更新した。従来の大会記録はジャマイカの（スティーブ・マリングス, マイケル・フレイター, ウサイン・ボルト, アサファ・パウエル）がベルリン大会で記録した37秒31だった。
男子4×100mリレー以外に2種目の大会記録が更新された。女子100mHではサリー・ピアソンが世界歴代4位となる12秒28を記録し、ギンカ・ザゴルチェワがローマ大会で記録した12秒34を更新した。女子やり投げでもマリア・アバクモワが世界歴代2位となる71m99を記録し、オスレイディス・メネンデスがヘルシンキ大会で記録した71m70を更新した。女子砲丸投げではバレリー・アダムスが21m24を記録し、ナタリア・リソフスカヤがローマ大会で記録した大会記録に並んだ。
男子4×400mリレーのアメリカチームはヘルシンキ大会から4大会連続優勝を達成した。女子4×400mリレーのアメリカ、女子砲丸投のバレリー・アダムスは大阪大会から3連続優勝を飾った。
前回大会まで男子10000m4大会連続優勝のケネニサ・ベケレが途中棄権に終わり、女子200m3大会連続優勝のアリソン・フェリックスも3位となった。
女子走高跳2大会連続優勝のブランカ・ブラシッチも2位となり惜敗、男子400mハードルのカーロン・クレメントも準決勝で敗退した。
フェリックスは女子4×400mリレーと4×100mリレーで優勝を飾るなど世界選手権通算8枚目の金メダルを獲得し、カール・ルイス、マイケル・ジョンソンの最多獲得記録に並んだ。なお、大邱大会の時点での総獲得枚数はマリーン・オッティの14枚が最多。日本の室伏広治が男子ハンマー投で世界選手権男子最年長となる36歳325日で優勝を飾った。男子400mのグレナダのキラニ・ジェームスが同種目最年少となる18歳362日で優勝を飾り、グレナダに世界選手権初のメダルをもたらした。男子やり投げでは、23歳のマティアス・デツォルドがアンドレアス・トルキルドセンの連覇を阻止し優勝した。男子砲丸投げは、21歳のダーヴィット・シュトールが優勝した。

### ドーピング対策
IAAFはこの大会からドーピング対策として大会期間中に出場選手全員の血液検査を行なった。従来の尿検査も約500人を対象に抜き打ちで実施した。2000年代以降ヒト成長ホルモンやエリスロポエチン（EPO）、ステロイドによる新種のドーピング違反が発覚し、大会後にメダルの剥奪や成績の抹消がなされたケースがあり対策が施された。
大会前の2011年6月にマンジット・カウル、アシュウィニ・アクンジらインドの短距離選手8名が蛋白同化剤使用、8月にはアメリカのマイク・ロジャースが興奮剤使用、ジャマイカのスティーブ・マリングスが利尿剤使用によるドーピング違反が発覚し、それぞれ資格停止処分を受けた。大会後の11月4日には、前述の計468検体の尿検査の結果、ポルトガルのサラ・モレイラと韓国の臨熙南の2名が禁止薬物の陽性反応を示し、暫定的に2年間の出場停止処分となったことが発表された。
またロシアのオルガ・カニスキナとセルゲイ・バクリンのドーピング違反が発覚し、メダル剥奪とそれぞれ3年2ヶ月と8年間の資格停止処分が言い渡された。

### 障害のある選手の出場

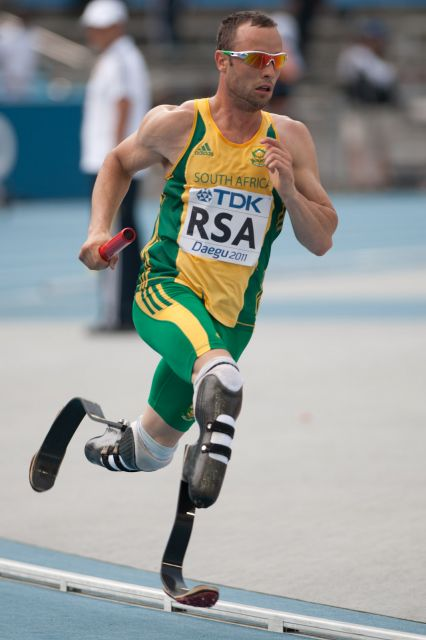
男子4×400mリレー予選を走るオスカー・ピストリウス。

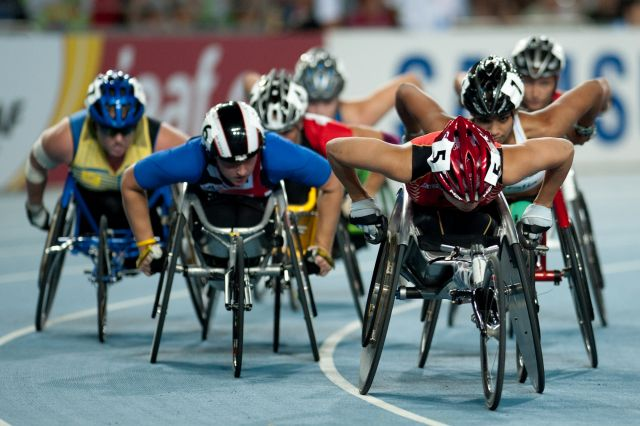
車いす陸上競技女子800mT54の模様

両足が義足のオスカー・ピストリウスと視覚障害のあるジェイソン・スミスの2選手が出場した。義足選手の世界選手権出場は初めて、視覚障害者の出場は過去に1999年セビリア大会女子1500m10位のマーラ・ランヤン（Marla Runyan）の例がある。ランヤンは2000年シドニーオリンピック1500mも10位、アテネオリンピック5000mにも出場した。ピストリウスは男子400mと男子4×400mリレー予選に出場したが、4×400mリレーの出場機会は義足と他の選手の交錯を避けるためにセパレートコースを走る第一走者に限られていた。ピストリウスが第一走者を務めた予選1組の南アフリカは2分59秒21の南アフリカ記録を樹立して3位で決勝進出を果たしたが、決勝ではピストリウスに替わってルイス・J・ヴァンジルが走った。南アフリカは銀メダルを獲得、予選を走ったピストリウスにもメダルが贈られた。ピストリウスに関しては2011年世界陸上競技選手権大会・男子400m、スミスに関しては2011年世界陸上競技選手権大会・男子100mを参照。また公開競技として車いす陸上競技2種目（男子400mT53, 女子800mT54）が9月3日に実施された。

### 不正スタート
IAAFはフライングについて2010年1月から1回目で失格とする変更を適用しており、変更後初めての世界陸上競技選手権大会となった。従来の制度は1回目にフライングした選手と関係なく2回目以降に行なった選手を失格としており、故意のフライングによる悪影響と競技時間の遅延が指摘されていた。

#### 不正スタートによる失格
この大会では男子100m決勝でウサイン・ボルトが失格となり、ボルトの他にも男子100m準決勝のドウェイン・チェンバース、女子400m予選のクリスティーン・オールグーら複数のフライング失格者を出した。ボルトの失格は大きな反響を呼んだが、IAAFのラミン・ディアック会長はロンドンオリンピックもフライングは即失格とするルールで実施することを発表した。

### 競技後の失格
3位以内の選手がレース後に失格となった事情を説明する。男子110mH決勝のダイロン・ロブレスが1位でゴールしたが、レーン侵害によりレース後に失格となった。ロブレスの腕がレース終盤で2度にわたり隣のレーンを走る劉翔を直撃、中国代表は劉翔がバランスを崩したと抗議し受け入れられた。ロブレスに替わりジェイソン・リチャードソンが繰り上がって金メダルを獲得、以下順位が繰り上がった。男子5000mのイマネ・メルガは3位でゴールしたが、レース途中にコース内側にレーン侵害していたためにメルガも失格となり、デジェン・ゲブレメスケルが繰り上がって銅メダルを獲得した。

### デイリープログラムの呪い

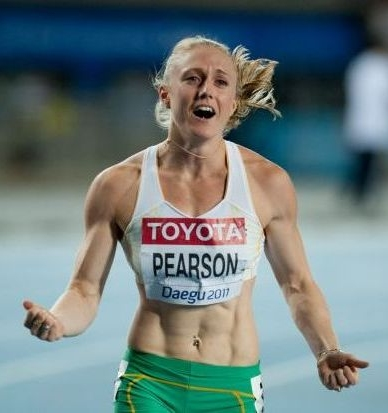
6日目、女子100mハードル優勝直後のサリー・ピアソン。

今大会では、毎日発行されるデイリープログラムの表紙を飾った選手が次々とメダルを逃していったことから「デイリープログラムの呪い」として話題になった。大会初日に男子棒高跳予選のスティーブン・フッカーが3回の試技全てを失敗し記録なしで敗退、2日目に男子100m決勝でボルトがフライングを犯して失格、3日目に男子110mハードル決勝で1着でゴールしたロブレスがレーン侵害によりレース後に失格、4日目に行なわれた女子棒高跳決勝のエレーナ・イシンバエワも6位に終わるなど表紙を飾った世界記録保持者やオリンピック・世界選手権の金メダリストが敗れ去った。5日目に行なわれた唯一の種目女子20km競歩はこの日の表紙となったオルガ・カニスキナが優勝し、呪いは解かれたと言われた。しかし、6日目の表紙を飾った女子三段跳決勝のヤルヘリス・サビヌがハムストリングを傷めて4回目以降の試技を棄権して6位となり、7日目の女子200m決勝では表紙を2人で飾ったカーメリタ・ジーターとフェリックスがベロニカ・キャンベル＝ブラウンと競り合い、敗れた。8日目の女子100mハードル決勝のサリー・ピアソンも自らが表紙を飾る事実と世間の注目を集めることに深刻なプレッシャーを感じていたが、大会記録と自らが持つオセアニア記録を更新し、さらに2011年世界最高記録で世界歴代4位となる12秒28を記録して圧勝した。ピアソンは、レース後にデイリープログラムを受け取って喜びと感情を爆発させた。最終9日目はこの大会の最終種目男子4×100mリレーに出場するボルトが表紙を飾ったが、ボルトがアンカーを務めるジャマイカも37秒04の世界新記録を樹立して優勝した。

## 会場
メイン会場の大邱スタジアムは大邱広域市寿城区に位置し、2003年夏季ユニバーシアードや毎年5月に実施される大邱国際陸上の会場として使用されている。この大会に向けた改修が行なわれて2010年12月に工事が完了した。全面改装したトラックはイタリア・モンド社製のブルートラックとなった。同社製のトラックは弾力と反発性が大きいウレタンを使用しているため好記録が望めるとされており聯合ニュースによると「歴代の世界記録のうち230以上がモンドトラックで樹立」 と伝えられる実績がある。同社製トラックは1976年モントリオールオリンピック以降8大会のオリンピックスタジアムに採用されておりロンドンオリンピックのメイン会場であるロンドン・オリンピック・スタジアムにも採用される。モンド（MONDO）はオフィシャルサプライヤーとして設備・用具を提供した。SEIKOがオフィシャルタイマーとして計時を担当しタイム・距離・風速を計測した。
マラソンコースは中区東仁洞にある国債報償運動記念公園前を発着する市内周回コースで、スタートして東進し1周15kmのコースを右回りに2周した後、一部距離を短縮した同コースを12.195km走ってゴール地点を迎える経路設定がなされた。競歩コースは1周2kmの周回コース。国債報償運動記念公園前をスタートして東進、中区庁交差点を折り返して西進するとハニル劇場前を折り返してスタート地点に帰るコースを周回した。

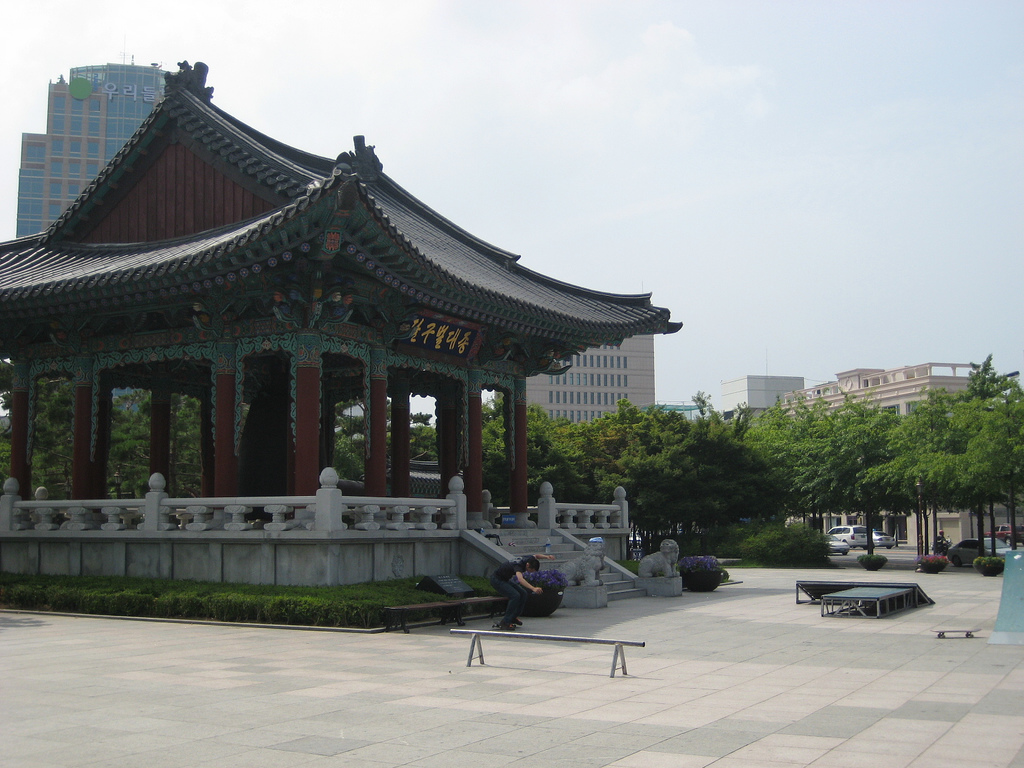
国債報償運動記念公園
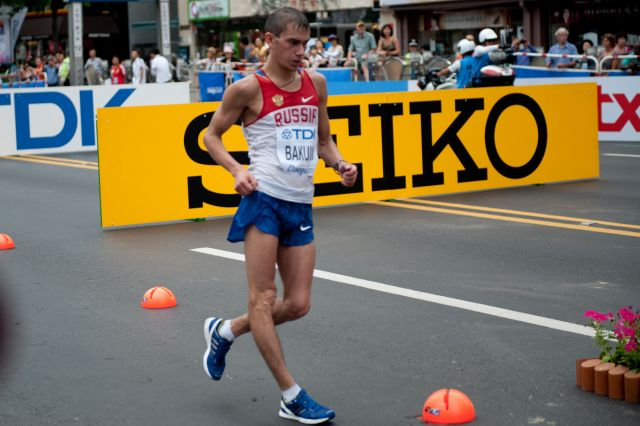
競歩コースの様子
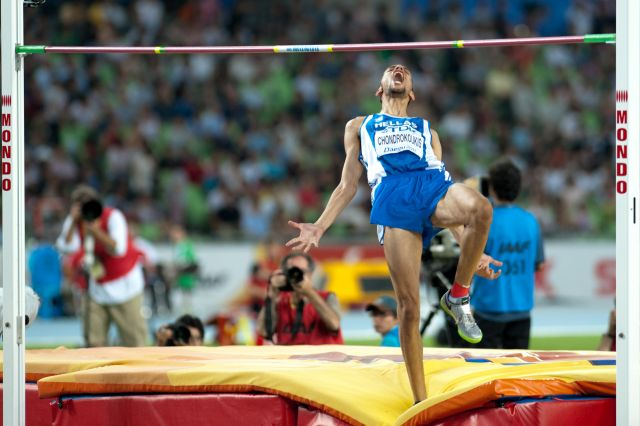
MONDO製の用具と選手

## パートナー・賞金
TDK、トヨタ、アディダス、サムスン、セイコー、Sinopec、VTB、ポスコがIAAFのオフィシャルパートナーを務める。大会では個人およびリレー種目は8位までの選手（入賞者）およびチームに対してそれぞれ賞金が贈られる。マラソンはワールドカップを同時開催して国別の団体成績を競っており、個人分に加え6位までの団体に対して賞金が贈られる。賞金総額は7,336,000USドル。また男子はTDK、女子はトヨタから各種目の世界新記録を樹立した選手に対して100,000USドルの賞金が贈られた。IAAFより発表された各種目の賞金額は以下を参照。
個人種目
- 1位 - 60,000USドル
- 2位 - 30,000USドル
- 3位 - 20,000USドル
- 4位 - 15,000USドル

- 5位 - 10,000USドル
- 6位 - 6000USドル
- 7位 - 5000USドル
- 8位 - 4000USドル

リレー種目
- 1位 - 80,000USドル
- 2位 - 40,000USドル
- 3位 - 20,000USドル
- 4位 - 16,000USドル

- 5位 - 12,000USドル
- 6位 - 8000USドル
- 7位 - 6000USドル
- 8位 - 4000USドル

マラソン
- 1位 - 20,000USドル
- 2位 - 15,000USドル
- 3位 - 12,000USドル

- 4位 - 10,000USドル
- 5位 - 8000USドル
- 6位 - 6000USドル

## メディア
IAAFによるとこの大会は200以上の国と地域で放送され、9日間で延べ80億人に及ぶ視聴者数を想定していた。韓国国内ではKBSがホストブロードキャスターを担当。夜7時から3時間枠で生中継の他、昼間の予選はダイジェストで放送、また深夜には決勝種目をダイジェストで放送された。総放送時間48時間にわたって放送。KBSはホームストレートで選手を追跡しながら撮影するレールカメラと中空から撮影するエアリアルカメラを導入して競技の模様を配信、また世界陸上史上初の3D放送の生中継を一部種目・韓国国内向けに限定して行なった。
日本国内向けの放送は前大会に引き続きTBSが担当。注目競技をゴールデンタイムで、女子マラソン・男子50km競歩・男子マラソンを朝から生中継した。TBSは1997年にIAAFオフィシャルブロードキャスターとなり、IAAFマーケティングパートナーの電通を介してワールドアスレチックシリーズの日本国内向け放映権を取得。TBSは2009年に同契約を10年延長した。BS-TBSは8月30日 - 9月2日の午前中に行われる競技を生放送したほか、大会期間中の夜11時台にデイリーハイライトを放送した。TBSチャンネルでは男子十種競技、男子・女子棒高跳び、男子・女子走り高跳びの決勝などを放送した。TBSラジオは前大会まで行ってきた女子マラソンの中継を今回は行わなかった。
イギリス国内向け放送は第1回ヘルシンキ大会以来ベルリン大会まで担当したBBCに替わり、チャンネル4が行なった。フランスはフランス・テレビジョン、オーストラリアはSBSがそれぞれの国内放送を担当した。

## 大会日程
| H | 予選 | Q | 予選 | S | 準決勝 | F | 決勝 |

|              | 27 | 27 | 28 | 28 | 28 | 29 | 29 | 29 | 30 | 30 | 31 | 31 | 1 | 1 | 2 | 2 | 3 | 3 | 4 | 4 | 4 |
| M            | A  | M  | A  | A  | M  | A  | A  | M  | A  | M  | A  | M  | A | M | A | M | A | M | A | A |   |
| ------------ | -- | -- | -- | -- | -- | -- | -- | -- | -- | -- | -- | -- | - | - | - | - | - | - | - | - | - |
| 100m         |    | H  |    | S  | F  |    |    |    |    |    |    |    |   |   |   |   |   |   |   |   |   |
| 200m         |    |    |    |    |    |    |    |    |    |    |    |    |   |   | H | S |   | F |   |   |   |
| 400m         |    |    | H  |    |    |    | S  | S  |    | F  |    |    |   |   |   |   |   |   |   |   |   |
| 800m         | H  |    |    | S  | S  |    |    |    |    | F  |    |    |   |   |   |   |   |   |   |   |   |
| 1500m        |    |    |    |    |    |    |    |    | H  |    |    |    |   | S |   |   |   | F |   |   |   |
| 5000m        |    |    |    |    |    |    |    |    |    |    |    |    | H |   |   |   |   |   |   | F | F |
| 10000m       |    |    |    | F  | F  |    |    |    |    |    |    |    |   |   |   |   |   |   |   |   |   |
| マラソン     |    |    |    |    |    |    |    |    |    |    |    |    |   |   |   |   |   |   | F |   |   |
| 110mハードル |    |    | H  |    |    |    | S  | F  |    |    |    |    |   |   |   |   |   |   |   |   |   |
| 400mハードル |    |    |    |    |    | H  |    |    |    | S  |    |    |   | F |   |   |   |   |   |   |   |
| 3000mSC      |    |    |    |    |    | H  |    |    |    |    |    |    |   | F |   |   |   |   |   |   |   |
| 4×100mリレー |    |    |    |    |    |    |    |    |    |    |    |    |   |   |   |   |   |   |   | H | F |
| 4×400mリレー |    |    |    |    |    |    |    |    |    |    |    |    | H |   |   | F |   |   |   |   |   |
| 20km競歩     |    |    | F  |    |    |    |    |    |    |    |    |    |   |   |   |   |   |   |   |   |   |
| 50km競歩     |    |    |    |    |    |    |    |    |    |    |    |    |   |   |   |   | F |   |   |   |   |
| 走幅跳       |    |    |    |    |    |    |    |    |    |    |    |    | Q |   |   | F |   |   |   |   |   |
| 三段跳       |    |    |    |    |    |    |    |    |    |    |    |    |   |   | Q |   |   |   |   | F | F |
| 走高跳       |    |    |    |    |    |    |    |    | Q  |    |    |    |   | F |   |   |   |   |   |   |   |
| 棒高跳       | Q  |    |    |    |    |    | F  | F  |    |    |    |    |   |   |   |   |   |   |   |   |   |
| 砲丸投       |    |    |    |    |    |    |    |    |    |    |    |    | Q |   |   | F |   |   |   |   |   |
| 円盤投       |    |    |    |    |    | Q  |    |    |    | F  |    |    |   |   |   |   |   |   |   |   |   |
| ハンマー投   |    | Q  |    |    |    |    | F  | F  |    |    |    |    |   |   |   |   |   |   |   |   |   |
| やり投       |    |    |    |    |    |    |    |    |    |    |    |    |   | Q |   |   |   | F |   |   |   |
| 十種競技     | F  | F  | F  | F  | F  |    |    |    |    |    |    |    |   |   |   |   |   |   |   |   |   |

|              | 27 | 27 | 28 | 28 | 29 | 29 | 29 | 30 | 30 | 31 | 31 | 1 | 1 | 2 | 2 | 3 | 3 | 3 | 4 | 4 | 4 |
| M            | A  | M  | A  | M  | A  | A  | M  | A  | M  | A  | M  | A | M | A | M | A | A | M | A | A |   |
| ------------ | -- | -- | -- | -- | -- | -- | -- | -- | -- | -- | -- | - | - | - | - | - | - | - | - | - | - |
| 100m         |    |    | H  |    |    | S  | F  |    |    |    |    |   |   |   |   |   |   |   |   |   |   |
| 200m         |    |    |    |    |    |    |    |    |    |    |    | H | S |   | F |   |   |   |   |   |   |
| 400m         |    | H  |    | S  |    | F  | F  |    |    |    |    |   |   |   |   |   |   |   |   |   |   |
| 800m         |    |    |    |    |    |    |    |    |    |    |    | H |   |   | S |   |   |   |   | F | F |
| 1500m        |    |    | H  |    |    |    |    |    | S  |    |    |   | F |   |   |   |   |   |   |   |   |
| 5000m        |    |    |    |    |    |    |    | H  |    |    |    |   |   |   | F |   |   |   |   |   |   |
| 10000m       |    | F  |    |    |    |    |    |    |    |    |    |   |   |   |   |   |   |   |   |   |   |
| マラソン     | F  |    |    |    |    |    |    |    |    |    |    |   |   |   |   |   |   |   |   |   |   |
| 100mハードル |    |    |    |    |    |    |    |    |    |    |    |   |   | H |   |   | S | F |   |   |   |
| 400mハードル |    |    |    |    | H  |    |    |    | S  |    |    |   | F |   |   |   |   |   |   |   |   |
| 3000mSC      | H  |    |    |    |    |    |    |    | F  |    |    |   |   |   |   |   |   |   |   |   |   |
| 4×100mリレー |    |    |    |    |    |    |    |    |    |    |    |   |   |   |   |   |   |   |   | H | F |
| 4×400mリレー |    |    |    |    |    |    |    |    |    |    |    |   |   | H |   |   | F | F |   |   |   |
| 20km競歩     |    |    |    |    |    |    |    |    |    | F  |    |   |   |   |   |   |   |   |   |   |   |
| -            |    |    |    |    |    |    |    |    |    |    |    |   |   |   |   |   |   |   |   |   |   |
| 走幅跳       |    | Q  |    | F  |    |    |    |    |    |    |    |   |   |   |   |   |   |   |   |   |   |
| 三段跳       |    |    |    |    |    |    |    | Q  |    |    |    |   | F |   |   |   |   |   |   |   |   |
| 走高跳       |    |    |    |    |    |    |    |    |    |    |    | Q |   |   |   |   | F | F |   |   |   |
| 棒高跳       |    |    | Q  |    |    |    |    |    | F  |    |    |   |   |   |   |   |   |   |   |   |   |
| 砲丸投       |    |    | Q  |    |    | F  | F  |    |    |    |    |   |   |   |   |   |   |   |   |   |   |
| 円盤投       | Q  |    |    | F  |    |    |    |    |    |    |    |   |   |   |   |   |   |   |   |   |   |
| ハンマー投   |    |    |    |    |    |    |    |    |    |    |    |   |   | Q |   |   |   |   |   | F | F |
| やり投       |    |    |    |    |    |    |    |    |    |    |    | Q |   |   | F |   |   |   |   |   |   |
| 七種競技     |    |    |    |    | F  | F  | F  | F  | F  |    |    |   |   |   |   |   |   |   |   |   |   |

- M : 午前中の実施種目 / A : 午後・夕方の実施種目

## 参加資格
|                                | 男子     | 男子     | 女子     | 女子     |
| A                              | B        | A        | B        |          |
| ------------------------------ | -------- | -------- | -------- | -------- |
| 100m                           | 10.18    | 10.25    | 11.29    | 11.38    |
| 200m                           | 20.60    | 20.70    | 23.00    | 23.30    |
| 400m                           | 45.25    | 45.70    | 51.50    | 52.30    |
| 800m                           | 1:45.40  | 1:46.60  | 1:59.80  | 2:00.30  |
| 1500m                          | 3:35.00  | 3:38.00  | 4:05.90  | 4:08.90  |
| 5000m                          | 13:20.00 | 13:27.00 | 15:14.00 | 15:25.00 |
| 10000m                         | 27:40.00 | 28:00.00 | 31:45.00 | 32:00.00 |
| マラソン                       | 2:17:00  | 2:17:00  | 2:43:00  | 2:43:00  |
| 100mH                          | -        | -        | 12.96    | 13.15    |
| 110mH                          | 13.52    | 13.60    | -        | -        |
| 400mH                          | 49.40    | 49.80    | 55.40    | 56.55    |
| 3000mSC                        | 8:23.10  | 8:32.00  | 9:43.00  | 9:50.00  |
| 4×100mリレー                   | 39.20    | 39.20    | 44.00    | 44.00    |
| 4×400mリレー                   | 3:04.00  | 3:04.00  | 3:32.00  | 3:32.00  |
| 20km競歩                       | 1:22:30  | 1:24:20  | 1:33:30  | 1:38:00  |
| 50km競歩                       | 3:58:00  | 4:09.00  | -        | -        |
| 走幅跳                         | 8m20     | 8m10     | 6m75     | 6m65     |
| 三段跳                         | 17m20    | 16m85    | 14m30    | 14m10    |
| 走高跳                         | 2m31     | 2m28     | 1m95     | 1m92     |
| 棒高跳                         | 5m72     | 5m60     | 4m50     | 4m40     |
| 砲丸投                         | 20m50    | 20m00    | 18m30    | 17m30    |
| 円盤投                         | 65m00    | 63m00    | 62m00    | 59m50    |
| ハンマー投                     | 78m00    | 74m00    | 71m50    | 69m00    |
| やり投                         | 82m00    | 79m50    | 61m00    | 59m00    |
| 七種競技                       | -        | -        | 6150     | 5950     |
| 十種競技                       | 8200     | 8000     | -        | -        |
| 単位は : （時間、分） . （秒） |          |          |          |          |

IAAFが発表した大会規約 によると、参加標準記録の有効期間は一部種目を除き、2010年10月1日から2011年8月15日（中央ヨーロッパ時間）までとなる。10000m、マラソン、混成競技、競歩、リレーは2010年1月1日から2011年8月15日（同）が有効期間となる。各国・各地域は種目ごとにA標準突破選手を4名までエントリーができ、最大3名まで出場可能。このエントリー4・出場3の枠にB標準突破選手を最大1名まで含めることができる。2010-2011年に行われたヨーロッパ選手権やアジア選手権など大陸選手権の個人種目優勝者（マラソンを除く）には、参加標準記録を問わず標準記録A突破と同等の参加資格が与えられる。リレーは最大6名までエントリー可能。マラソンは最大7名までエントリー、このうち5名が出場ができる。開催国・韓国は参加資格を問わずに各種目最低1名の選手が出場できる。また前回大会・2009年世界選手権優勝者に参加資格が与えられる。ジュニア選手・ユース選手は一部種目に出場できず、2011年12月31日までに16歳に達しない選手には参加資格が与えられない。

## 競技結果

### 男子
2007 | 2009 | 2011 | 2013 | 2015
| | 金                                                                                                   | 金           | 銀                                                                                        | 銀          | 銅                                                                                                  | 銅           |
| --- | --- | ------------ | ----------------------------------------------------------------------------------------- | ----------- | --------------------------------------------------------------------------------------------------- | ------------ |
| 100m 詳細 | ヨハン・ブレーク ジャマイカ                                                                          | 9.92         | ウォルター・ディックス アメリカ合衆国                                                     | 10.08       | キム・コリンズ セントクリストファー・ネイビス                                                       | 10.09        |
| 200m 詳細 | ウサイン・ボルト ジャマイカ                                                                          | 19.40        | ウォルター・ディックス アメリカ合衆国                                                     | 19.70       | クリストフ・ルメートル フランス                                                                     | 19.80        |
| 400m 詳細 | キラニ・ジェームス グレナダ                                                                          | 44.60        | ラショーン・メリット アメリカ合衆国                                                       | 44.63       | ケヴィン・ボルレー ベルギー                                                                         | 44.90        |
| 800m 詳細 | デイヴィッド・ルディシャ · ケニア                                                                    | 1:43.91      | アブバケール・カキ スーダン                                                               | 1:44.41     | ユーリー・ボルザコフスキー ロシア                                                                   | 1:44.49      |
| 1500m 詳細 | アスベル・キプロプ · ケニア                                                                          | 3:35.69      | サイラス・キプラガト · ケニア                                                             | 3:35.92     | マシュー・セントロウィッツ・ジュニア アメリカ合衆国                                                 | 3:36.08      |
| 5000m 詳細 | モハメド・ファラー イギリス                                                                          | 13:23.36     | バーナード・ラガト アメリカ合衆国                                                         | 13:23.64    | デジェン・ゲブレメスケル エチオピア                                                                 | 13:23.92     |
| 10000m 詳細 | イブラヒム・ジェイラン エチオピア                                                                    | 27:13.81     | モハメド・ファラー イギリス                                                               | 27:14.07    | イマネ・メルガ エチオピア                                                                           | 27:19.14     |
| マラソン 詳細 | アベル・キルイ · ケニア                                                                              | 2:07:38      | ヴィンセント・キプルト · ケニア                                                           | 2:10:06     | フェイサ・レリサ エチオピア                                                                         | 2:10:32      |
| （マラソン団体） | ケニア                                                                                               | 6:29:23      | 日本                                                                                      | 6:41:13     | モロッコ                                                                                            | 6:42:18      |
| 110mH 詳細 | ジェイソン・リチャードソン アメリカ合衆国                                                            | 13.16        | 劉翔 中華人民共和国                                                                       | 13.27       | アンディ・ターナー イギリス                                                                         | 13.44        |
| 400mH 詳細 | デイヴィッド・グリーン イギリス                                                                      | 48.26        | ハビエル・クルソン プエルトリコ                                                           | 48.44       | ルイス・J・ヴァンジル 南アフリカ共和国                                                              | 48.80        |
| 3000mSC 詳細 | エゼキエル・ケンボイ · ケニア                                                                        | 8:14.85      | ブライミン・キプルト · ケニア                                                             | 8:16.05     | マイディーヌ・メキシベナバ フランス                                                                 | 8:16.09      |
| 20km競歩 詳細 | ルイス・フェルナンド・ロペス · コロンビア                                                            | 1:20:38      | 王鎮 中華人民共和国                                                                       | 1:20:54     | キム・ヒョンソプ · 大韓民国                                                                         | 1:21:17      |
| 50km競歩 詳細 | デニス・ニジェゴロドフ ロシア                                                                        | 3:42:45      | ジャレド・タレント オーストラリア                                                         | 3:43:36     | 司天峰 中華人民共和国                                                                               | 3:44:40      |
| 4×100mR 詳細 | ジャマイカ ネスタ・カーター マイケル・フレイター ヨハン・ブレーク ウサイン・ボルト                   | 37.04        | フランス Teddy Tinmar クリストフ・ルメートル Yannick Lesourd ジミー・ヴィコー             | 38.20       | セントクリストファー・ネイビス ジェイソン・ロジャーズ キム・コリンズ Antoine Adams Brijesh Lawrence | 38.49        |
| 4×400mR 詳細 | アメリカ合衆国 グレッグ・ニクソン バーショーン・ジャクソン アンジェロ・テイラー ラショーン・メリット | 2:59.31      | 南アフリカ共和国 Shane Victor オフェンツェ・モガワネ Willem de Beer ルイス・J・ヴァンジル | 2:59.87     | ジャマイカ Allodin Fothergill ジャーメイン・ゴンザレス リッカー・ヒルトン レフォード・グリーン      | 3:00.10      |
| 走高跳 詳細 | ジェシー・ウィリアムズ アメリカ合衆国                                                                | 2m35         | アレクセイ・ドミトリク ロシア                                                             | 2m35        | トレヴァー・バリー バハマ                                                                           | 2m32         |
| 棒高跳 詳細 | パウエル・ヴォイチェホフスキ ポーランド                                                              | 5m90         | ラザロ・ボルヘス · キューバ                                                               | 5m90        | ルノー・ラビレニ フランス                                                                           | 5m85         |
| 走幅跳 詳細 | ドワイト・フィリップス アメリカ合衆国                                                                | 8m45 (0.0)   | ミッチェル・ワット オーストラリア                                                         | 8m33 (+0.4) | ヌゴニザシェ・マクシャ ジンバブエ                                                                   | 8m29 (+0.3)  |
| 三段跳 詳細 | クリスチャン・テイラー アメリカ合衆国                                                                | 17m96 (+0.1) | フィリップス・イドウ イギリス                                                             | 17m77 (0.0) | ウィル・クレイ アメリカ合衆国                                                                       | 17m50 (+0.1) |
| 砲丸投 詳細 | ダヴィド・シュトール ドイツ                                                                          | 21m78        | ディラン・アームストロング カナダ                                                         | 21m64       | クリスチャン・キャントウェル アメリカ合衆国                                                         | 21m36        |
| 円盤投 詳細 | ロバート・ハルティング ドイツ                                                                        | 68m97        | ゲルド・カンテル · エストニア                                                             | 66m95       | エフサン・ハダディ イラン                                                                           | 66m08        |
| やり投 詳細 | マティアス・デツォルド ドイツ                                                                        | 86m27        | アンドレアス・トルキルドセン · ノルウェー                                                 | 84m78       | ギジェルモ・マルティネス · キューバ                                                                 | 84m30        |
| ハンマー投 詳細 | 室伏広治 日本                                                                                        | 81m24        | クリスチャン・ポルシュ · ハンガリー                                                       | 81m18       | プリモジュ・コズムス スロベニア                                                                     | 79m39        |
| 十種競技 詳細 | トレイ・ハーディ アメリカ合衆国                                                                      | 8607         | アシュトン・イートン アメリカ合衆国                                                       | 8505        | リオネル・スアレス · キューバ                                                                       | 8501         |
| 400m T53 | リチャード・コールマン オーストラリア                                                                | 49.36        | ユ・ビョンフン · 大韓民国                                                                 | 50.69       | チョン・ドンホ · 大韓民国                                                                           | 50.76        |
| 世界記録 \| 2011年世界最高記録 \| アフリカ記録 \| アジア記録 \| ヨーロッパ記録 \| オセアニア記録 \| カリブ海北中米記録 \| 南米記録 \| 国内記録 | |              |                                                                                           |             | |              |

### 女子
2007 | 2009 | 2011 | 2013 | 2015
| | 金 | 金           | 銀 | 銀           | 銅                                                                                             | 銅           |
| --- | --- | ------------ | --- | ------------ | ---------------------------------------------------------------------------------------------- | ------------ |
| 100m 詳細 | カーメリタ・ジーター アメリカ合衆国                                                                          | 10.90        | ベロニカ・キャンベル＝ブラウン ジャマイカ                                                                                  | 10.97        | ケリー＝アン・バプティステ トリニダード・トバゴ                                                | 10.98        |
| 200m 詳細 | ベロニカ・キャンベル＝ブラウン ジャマイカ                                                                    | 22.22        | カーメリタ・ジーター アメリカ合衆国                                                                                        | 22.37        | アリソン・フェリックス アメリカ合衆国                                                          | 22.42        |
| 400m 詳細 | アマントル・モンショー ボツワナ                                                                              | 49.56        | アリソン・フェリックス アメリカ合衆国                                                                                      | 49.59        | フランセナ・マッコロリー アメリカ合衆国                                                        | 50.45        |
| 800m 詳細 | キャスター・セメンヤ 南アフリカ共和国                                                                        | 1:56.35      | ジェネス・ジェプコスゲイ · ケニア                                                                                          | 1:57.42      | アリシア・モンターニョ アメリカ合衆国                                                          | 1:57.48      |
| 1500m 詳細 | ジェニファー・シンプソン アメリカ合衆国                                                                      | 4:05.40      | ハンナ・イングランド イギリス                                                                                              | 4:05.68      | ナタリア・ロドリゲス スペイン                                                                  | 4:05.87      |
| 5000m 詳細 | ヴィヴィアン・チェルイヨット · ケニア                                                                        | 14:55.36     | シルビア・チェビワット・キベト · ケニア                                                                                    | 14:56.21     | メセレト・デファー エチオピア                                                                  | 14:56.94     |
| 10000m 詳細 | ヴィヴィアン・チェルイヨット · ケニア                                                                        | 30:48.98     | サリー・キプイエゴ · ケニア                                                                                                | 30:50.04     | リネト・マサイ · ケニア                                                                        | 30:53.59     |
| マラソン 詳細 | エドナ・キプラガト · ケニア                                                                                  | 2:28:43      | プリスカ・ジェプトゥー · ケニア                                                                                            | 2:29:00      | シャロン・チェロップ · ケニア                                                                  | 2:29:14      |
| （マラソン団体） | ケニア | 7:26:57      | 中華人民共和国 | 7:31:34      | エチオピア                                                                                     | 7:32:20      |
| 100mH 詳細 | サリー・ピアソン オーストラリア                                                                              | 12.28        | ダニエレ・カラザース アメリカ合衆国                                                                                        | 12.47        | ドーン・ハーパー アメリカ合衆国                                                                | 12.47        |
| 400mH 詳細 | ラシンダ・ディーマス アメリカ合衆国                                                                          | 52.47        | メレーン・ウォーカー ジャマイカ                                                                                            | 52.73        | ナタリア・アントユフ ロシア                                                                    | 53.85        |
| 3000mSC 詳細 | ハビバ・グリビ チュニジア                                                                                    | 9:11.97      | ミルカ・チェモス・チェイワ · ケニア                                                                                        | 9:17.16      | マーシー・ワンジク · ケニア                                                                    | 9:17.88      |
| 20km競歩 詳細 | 劉虹 中華人民共和国                                                                                          | 1:30:00      | エリザ・リガウド イタリア                                                                                                  | 1:30:44      | 切陽什姐 中華人民共和国                                                                        | 1:31:14      |
| 4×100mR 詳細 | アメリカ合衆国 ビアンカ・ナイト アリソン・フェリックス マーシェベット・メイヤーズ カーメリタ・ジーター       | 41.56        | ジャマイカ シェリー＝アン・フレーザー＝プライス ケロン・スチュワート シェローン・シンプソン ベロニカ・キャンベル＝ブラウン | 41.70        | ウクライナ · オレシャ・ポフ · Nataliya Pohrebnyak · マリア・リェミェン · Hrystyna Stuy         | 42.51        |
| 4×400mR 詳細 | アメリカ合衆国 サーニャ・リチャーズ＝ロス アリソン・フェリックス ジェシカ・ビアード フランセナ・マッコロリー | 3:18.09      | ジャマイカ ローズマリー・ホワイト デヴィータ・プレンダーガスト ノブレーン・ウィリアムズ＝ミルズ シェリカ・ウィリアムズ     | 3:18.71      | イギリス Perri Shakes-Drayton 二コラー・サンダース クリスティーン・オールグー リー・マコーネル | 3:23.63      |
| 走高跳 詳細 | アンナ・チチェロワ ロシア                                                                                    | 2m03         | ブランカ・ブラシッチ クロアチア                                                                                            | 2m00         | アントニエッタ・ディマルティーノ イタリア                                                      | 2m00         |
| 棒高跳 詳細 | ファビアナ・ムレル ブラジル                                                                                  | 4m85         | マルティナ・スタルツ ドイツ                                                                                                | 4m80         | スベトラーナ・フェオファノワ ロシア                                                            | 4m75         |
| 走幅跳 詳細 | ブリトニー・リース アメリカ合衆国                                                                            | 6m82 (+0.1)  | オルガ・クチェレンコ ロシア                                                                                                | 6m71 (+0.1)  | イネタ・ラデビチャ · ラトビア                                                                  | 6m63 (-0.4)  |
| 三段跳 詳細 | オリガ・サラドゥハ · ウクライナ                                                                              | 14m94 (+0.2) | オルガ・リパコワ カザフスタン                                                                                              | 14m89 (+0.2) | カテリーン・イバルグエン · コロンビア                                                          | 14m84 (+0.4) |
| 砲丸投 詳細 | バレリー・アダムス ニュージーランド                                                                          | 21m24        | ナドゼヤ・オスタプチュク · ベラルーシ                                                                                      | 20m05        | ジリアン・カマレナ＝ウィリアムス アメリカ合衆国                                                | 20m02        |
| 円盤投 詳細 | 李艶鳳 中華人民共和国                                                                                        | 66m52        | ナディーネ・ミュラー ドイツ                                                                                                | 65m97        | ヤレリス・バリオス · キューバ                                                                  | 65m73        |
| やり投 詳細 | マリア・アバクモワ ロシア                                                                                    | 71m99        | バルボラ・シュポタコバ · チェコ                                                                                            | 71m58        | サネット・ヴィルジョエン 南アフリカ共和国                                                      | 68m38        |
| ハンマー投 詳細 | タチアナ・ルイセンコ ロシア                                                                                  | 77m13        | ベティ・ハイドラー ドイツ                                                                                                  | 76m06        | 張文秀 中華人民共和国                                                                          | 75m13        |
| 七種競技 詳細 | ジェシカ・エニス イギリス                                                                                    | 6751         | イェニファー・エーザー ドイツ                                                                                              | 6572         | カロリナ・ティミンスカ ポーランド                                                              | 6544         |
| 800m T54 | ダイアン・ロイ カナダ                                                                                        | 1:50.91      | 土田和歌子 日本 | 1:51.11      | Rochelle Woods イギリス                                                                        | 1:51.27      |
| 世界記録 \| 2011年世界最高記録 \| アフリカ記録 \| アジア記録 \| ヨーロッパ記録 \| オセアニア記録 \| カリブ海北中米記録 \| 南米記録 \| 国内記録 | |              | |              |                                                                                                |              |

### この大会で誕生した世界記録・大会記録

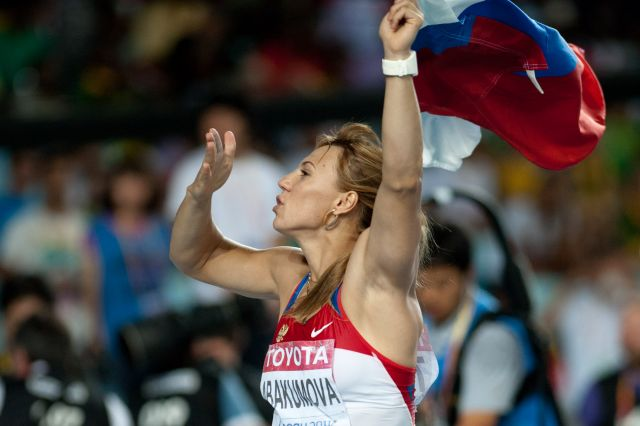
女子やり投マリア・アバクモワ

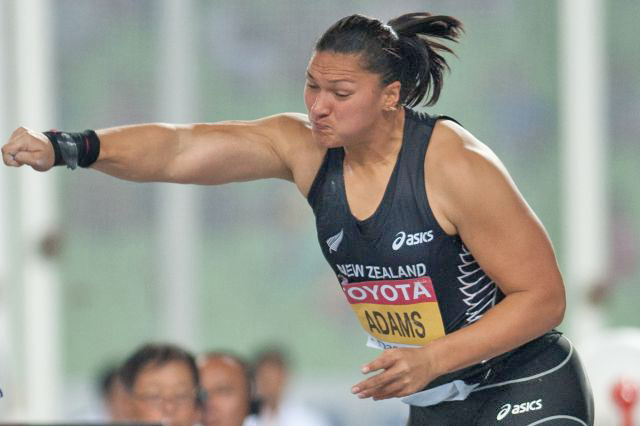
女子砲丸投バレリー・アダムス

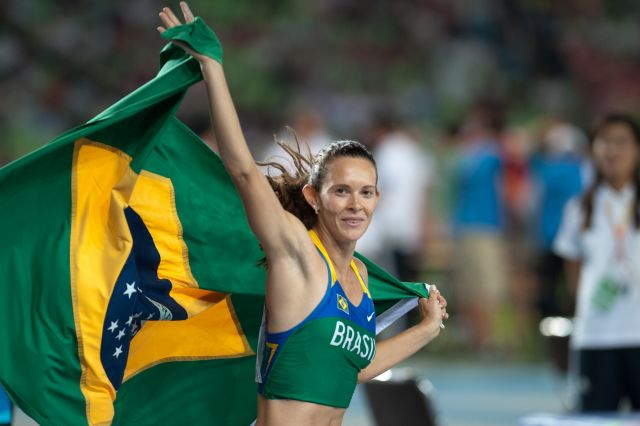
女子棒高跳ファビアナ・ムレル

| 世界記録         | 世界記録 | 世界記録                                                                           |
| ---------------- | -------- | ---------------------------------------------------------------------------------- |
| 男子4×100mリレー | 37.04    | ジャマイカ ネスタ・カーター マイケル・フレイター ヨハン・ブレーク ウサイン・ボルト |
| 大会記録         |          |                                                                                    |
| 女子100mハードル | 12.28    | サリー・ピアソン                                                                   |
| 女子やり投       | 71m99    | マリア・アバクモワ                                                                 |
| 女子砲丸投       | 21m24    | バレリー・アダムス                                                                 |
| エリア記録       |          |                                                                                    |
| 女子やり投       | 68m38    | サネット・ビルジョエン                                                             |
| 男子50km競歩     | 3:49:32  | アンドレ・チョチョ                                                                 |
| 女子4×100mリレー | 42.92    | ブラジル Ana Cláudia Lemos Silva Vanda Gomes Franciela Krasucki Rosângela Santos   |
| 女子棒高跳       | 4m85     | ファビアナ・ムレル                                                                 |

| 4                | 4                            |
| ---------------- | ---------------------------- |
| 男子4×400mリレー | アメリカ合衆国               |
| 3                |                              |
| 女子20km         | オルガ・カニスキナ           |
| 女子4×400mリレー | アメリカ合衆国               |
| 女子砲丸投       | バレリー・アダムス           |
| 2                |                              |
| 男子200m         | ウサイン・ボルト             |
| 男子マラソン     | アベル・キルイ               |
| 男子3000mSC      | エゼキエル・ケンボイ         |
| 男子20km競歩     | ワレリー・ボルチン           |
| 男子4×100mリレー | ジャマイカ                   |
| 男子走幅跳       | ドワイト・フィリップス       |
| 男子円盤投       | ロバート・ハルティング       |
| 男子十種競技     | トレイ・ハーディー           |
| 女子5000m        | ヴィヴィアン・チェルイヨット |
| 女子走幅跳       | ブリトニー・リース           |

## 国別メダル受賞数

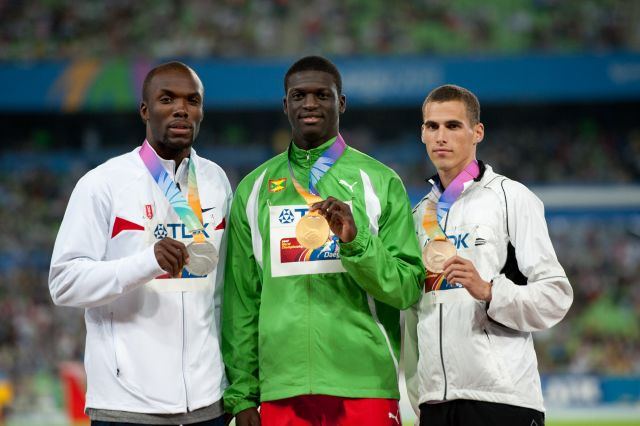
男子400mはグレナダの18歳キラニ・ジェームス（中央）が前大会優勝者のラショーン・メリット（左）を破った。右はベルギーのケヴィン・ボルレー

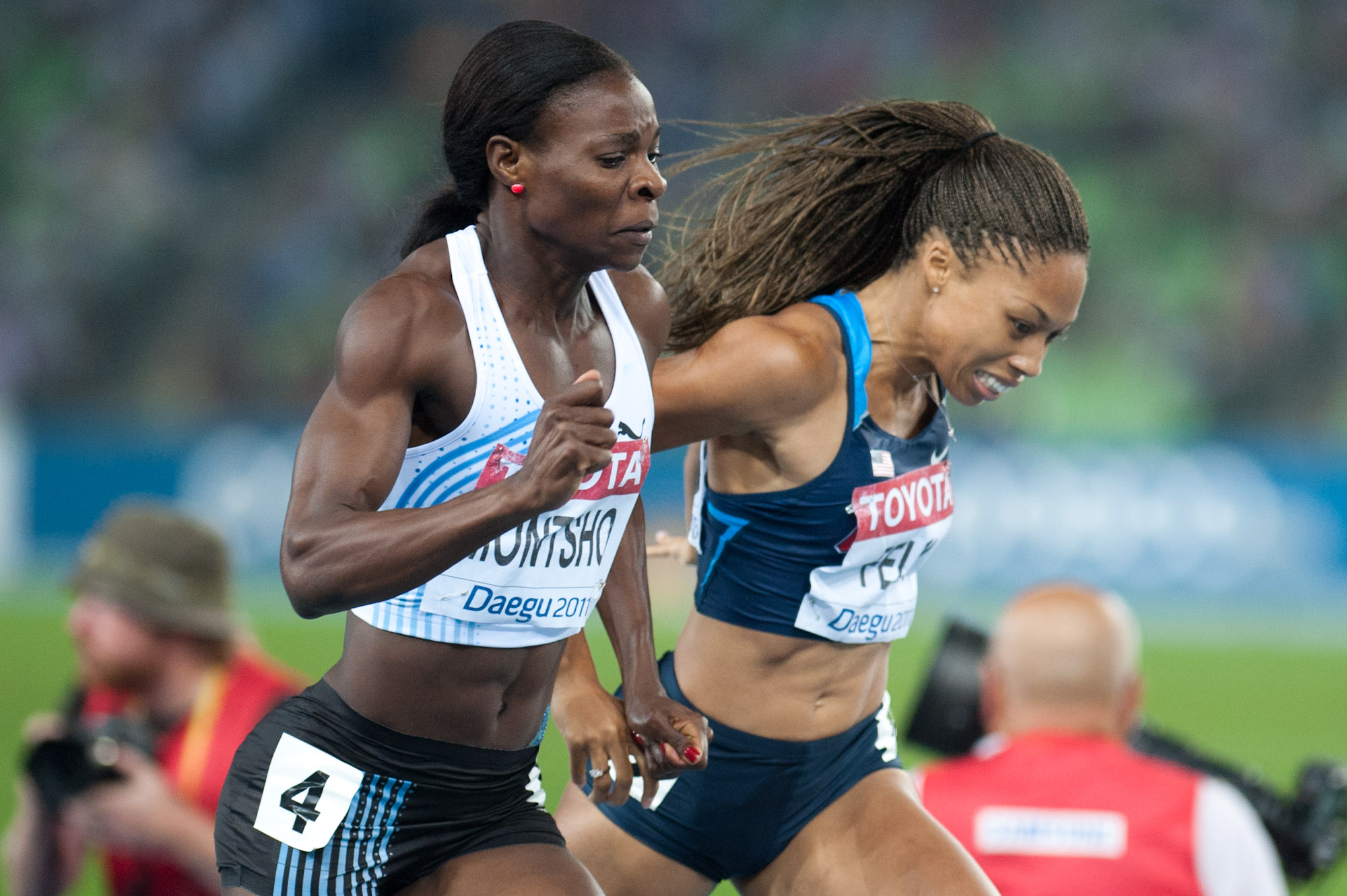
女子400mはボツワナのアマントル・モンショー（左）が優勝した。アリソン・フェリックス（右）は2位

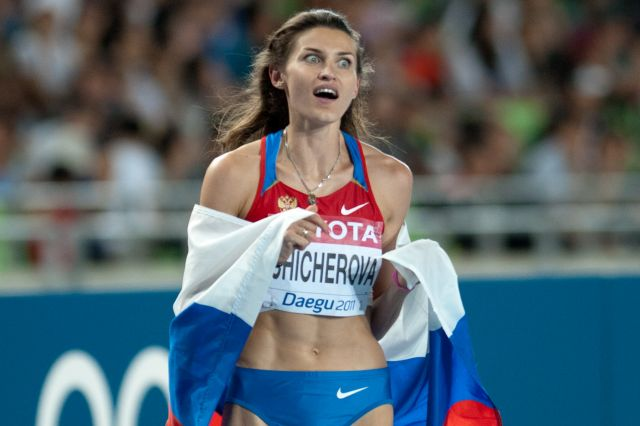
女子走高跳はアンナ・チチェロワが試技数の差でブランカ・ブラシッチを抑えて優勝した。ブラシッチは3連覇ならず

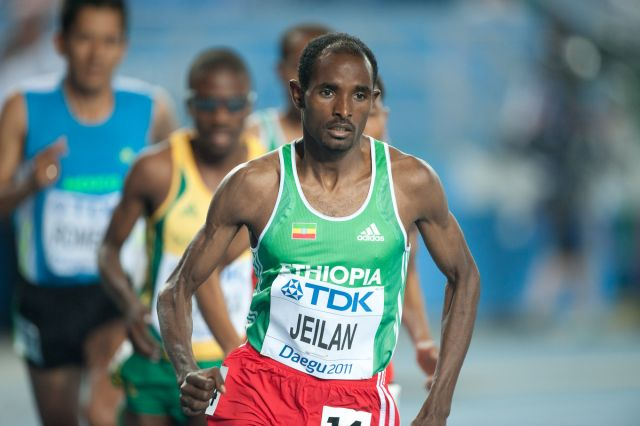
男子10000mはイブラヒム・ジェイランが優勝した。5連覇が懸かっていたケネニサ・ベケレは途中棄権した

*   開催国
| 順 | 国・地域                       | 金 | 銀 | 銅 | 計  |
| -- | ------------------------------ | -- | -- | -- | --- |
| 1  | アメリカ合衆国                 | 12 | 8  | 8  | 28  |
| 2  | ケニア                         | 7  | 8  | 3  | 18  |
| 3  | ジャマイカ                     | 4  | 4  | 1  | 9   |
| 4  | ドイツ                         | 3  | 4  | 1  | 8   |
| 5  | イギリス                       | 3  | 3  | 2  | 8   |
| 6  | ロシア                         | 3  | 1  | 3  | 7   |
| 7  | 中華人民共和国                 | 2  | 2  | 3  | 7   |
| 8  | 南アフリカ共和国               | 1  | 2  | 1  | 4   |
| 9  | オーストラリア                 | 1  | 2  | 0  | 3   |
| 10 | エチオピア                     | 1  | 0  | 4  | 5   |
| 11 | コロンビア                     | 1  | 0  | 1  | 2   |
| 11 | ポーランド                     | 1  | 0  | 1  | 2   |
| 11 | ウクライナ                     | 1  | 0  | 1  | 2   |
| 14 | ボツワナ                       | 1  | 0  | 0  | 1   |
| 14 | ブラジル                       | 1  | 0  | 0  | 1   |
| 14 | チェコ                         | 1  | 0  | 0  | 1   |
| 14 | グレナダ                       | 1  | 0  | 0  | 1   |
| 14 | 日本                           | 1  | 0  | 0  | 1   |
| 14 | ニュージーランド               | 1  | 0  | 0  | 1   |
| 14 | チュニジア                     | 1  | 0  | 0  | 1   |
| 21 | キューバ                       | 0  | 1  | 3  | 4   |
| 21 | フランス                       | 0  | 1  | 3  | 4   |
| 23 | ベラルーシ                     | 0  | 1  | 1  | 2   |
| 23 | イタリア                       | 0  | 1  | 1  | 2   |
| 25 | カナダ                         | 0  | 1  | 0  | 1   |
| 25 | クロアチア                     | 0  | 1  | 0  | 1   |
| 25 | エストニア                     | 0  | 1  | 0  | 1   |
| 25 | ハンガリー                     | 0  | 1  | 0  | 1   |
| 25 | カザフスタン                   | 0  | 1  | 0  | 1   |
| 25 | ラトビア                       | 0  | 1  | 0  | 1   |
| 25 | ノルウェー                     | 0  | 1  | 0  | 1   |
| 25 | プエルトリコ                   | 0  | 1  | 0  | 1   |
| 25 | スーダン                       | 0  | 1  | 0  | 1   |
| 34 | セントクリストファー・ネイビス | 0  | 0  | 2  | 2   |
| 35 | バハマ                         | 0  | 0  | 1  | 1   |
| 35 | ベルギー                       | 0  | 0  | 1  | 1   |
| 35 | イラン                         | 0  | 0  | 1  | 1   |
| 35 | スロベニア                     | 0  | 0  | 1  | 1   |
| 35 | 大韓民国                       | 0  | 0  | 1  | 1   |
| 35 | スペイン                       | 0  | 0  | 1  | 1   |
| 35 | トリニダード・トバゴ           | 0  | 0  | 1  | 1   |
| 35 | ジンバブエ                     | 0  | 0  | 1  | 1   |
| 計 | 計                             | 47 | 47 | 47 | 141 |

## 参加国・地域
202の国と地域から1945人の選手がエントリーし、最終的に200の国と地域から1849人の選手が出場した。括弧内は選手数。
1. アフガニスタン・イスラム共和国 (1)
2. アルバニア (1)
3. アルジェリア (10)
4. アメリカ領サモア (2)
5. アンゴラ (2)
6. アンギラ (2)
7. アンティグア・バーブーダ (2)
8. アルゼンチン (6)
9. アルメニア (2)
10. アルバ (2)
11. オーストラリア (47)
12. オーストリア (4)
13. アゼルバイジャン (1)
14. バハマ (18)
15. バーレーン (13)
16. バングラデシュ (1)
17. バルバドス (4)
18. ベラルーシ (23)
19. ベルギー (11)
20. ベリーズ (2)
21. ベナン (2)
22. バミューダ諸島 (1)
23. ブータン (1)
24. ボリビア (2)
25. ボスニア・ヘルツェゴビナ (2)
26. ボツワナ (3)
27. ブラジル (31)
28. イギリス領ヴァージン諸島 (1)
29. ブルネイ (1)
30. ブルガリア (7)
31. ブルキナファソ (2)
32. ブルンジ (2)
33. カンボジア (1)
34. カメルーン (2)
35. カナダ (34)
36. カーボベルデ (1)
37. ケイマン諸島 (1)
38. 中央アフリカ共和国 (1)
39. チャド (2)
40. チリ (3)
41. 中国 (58)
42. コロンビア (21)
43. コモロ (2)
44. コンゴ共和国 (1)
45. コンゴ民主共和国 (2)
46. クック諸島 (1)
47. コスタリカ (2)
48. コートジボワール (2)
49. クロアチア (6)
50. キューバ (31)
51. キプロス (2)
52. チェコ (21)
53. デンマーク (6)
54. ジブチ (2)
55. ドミニカ国 (1)
56. ドミニカ共和国 (4)
57. エクアドル (6)
58. エジプト (5)
59. エルサルバドル (2)
60. 赤道ギニア (2)
61. エリトリア (9)
62. エストニア (10)[76]
63. エチオピア (42)
64. ミクロネシア連邦 (2)
65. フィジー (1)
66. フィンランド (17)[77]
67. フランス (46)
68. フランス領ポリネシア (1)
69. ガボン (2)
70. ガンビア (2)
71. ドイツ (78)
72. ガーナ (7)
73. ジブラルタル (1)
74. イギリス (69)
75. ギリシャ (12)
76. グレナダ (3)
77. グアム (2)
78. グアテマラ (2)
79. ギニア (2)
80. ギニアビサウ (2)
81. ガイアナ (1)
82. ハイチ (3)
83. ホンジュラス (2)
84. 香港 (2)
85. ハンガリー (12)[77]
86. アイスランド (2)
87. インド (8)[78]
88. インドネシア (2)
89. イラン (7)
90. イラク (2)
91. アイルランド (17)
92. イスラエル (5)
93. イタリア (33)
94. ジャマイカ (51)
95. 日本 (52)
96. カザフスタン (14)
97. ケニア (48)
98. キリバス (2)
99. 韓国 (63) (開催国)
100. クウェート (2)
101. キルギス (2)
102. ラオス (2)
103. ラトビア (13)
104. レバノン (1)
105. レソト (2)
106. リベリア (2)
107. リビア (1)
108. リトアニア (15)
109. マカオ (1)
110. マケドニア (1)
111. マダガスカル (1)
112. マラウイ (2)
113. マレーシア (2)
114. モルディブ (2)
115. マリ共和国 (2)
116. マルタ (2)
117. マーシャル諸島 (1)
118. モーリタニア (2)
119. モーリシャス (2)
120. メキシコ (10)
121. モルドバ (3)
122. モナコ (1)
123. モンゴル (2)
124. モンテネグロ (2)
125. モロッコ (19)
126. モザンビーク (2)
127. ミャンマー (2)
128. ナミビア (2)
129. ナウル (2)
130. ネパール (2)
131. オランダ (20)[77]
132. ニュージーランド (8)
133. ニカラグア (2)
134. ニジェール (2)
135. ナイジェリア (14)
136. 北マリアナ諸島 (2)
137. ノルウェー (16)
138. オマーン (1)
139. パキスタン (1)
140. パラオ (2)
141. パレスチナ (1)
142. パナマ (2)
143. パプアニューギニア (2)
144. パラグアイ (1)
145. ペルー (5)
146. フィリピン (2)
147. ポーランド (43)
148. ポルトガル (25)[79]
149. プエルトリコ (8)
150. カタール (4)
151. ルーマニア (8)
152. ロシア (83)
153. ルワンダ (2)
154. セントクリストファー・ネイビス (5)
155. セントルシア (2)
156. セントビンセント・グレナディーン (2)
157. サモア (1)
158. サンマリノ (2)
159. サントメ・プリンシペ (2)
160. サウジアラビア (11)
161. セネガル (2)
162. セルビア (9)
163. セーシェル (2)
164. シエラレオネ (2)
165. シンガポール (2)
166. スロバキア (8)
167. スロベニア (10)
168. ソロモン諸島 (2)
169. ソマリア (1)
170. 南アフリカ共和国 (33)
171. スペイン (49)
172. スリランカ (2)
173. スーダン (3)
174. スリナム (2)
175. エスワティニ (2)
176. スウェーデン (17)
177. スイス (19)
178. シリア (1)
179. タジキスタン (2)
180. チャイニーズタイペイ (8)
181. タンザニア (1)
182. タイ王国 (8)
183. 東ティモール (1)
184. トーゴ (1)
185. トンガ (2)
186. トリニダード・トバゴ (19)
187. チュニジア (5)
188. トルコ (21)
189. トルクメニスタン (2)
190. タークス・カイコス諸島 (1)
191. ツバル (2)
192. ウガンダ (14)
193. ウクライナ (57)
194. アラブ首長国連邦 (2)
195. アメリカ合衆国 (155)
196. ウルグアイ (2)
197. アメリカ領ヴァージン諸島 (3)
198. ウズベキスタン (7)
199. バヌアツ (2)
200. ベネズエラ (3)
201. ベトナム (1)
202. イエメン (2)
203. ザンビア (3)
204. ジンバブエ (4)